# Meszticek

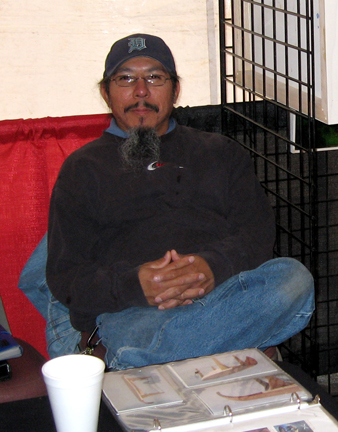
Mesztic férfi

A meszticek (spanyol: mestizos) olyan emberek, akik különböző rasszhoz tartozó anyától, illetve apától származnak. Különös tekintettel meszticeknek nevezik Latin-Amerika lakosságának azon tagjait, akik egyik szülője európai fehér, a másik pedig amerikai indián származású.
A meszticek több tízmillóan élnek Latin-Amerikában, főként Mexikóban. Az elnevezés eredete az azonos jelentésű spanyol mestizo (ejtsd: [mesztítho] ) melléknév, melynek forrása a latin MIXTICIVS, ’kevert’.
A múltban, a gyarmatosítás korában az európai eredet hiánya az alacsonyabb rendűség jele volt; minél inkább „ibériai (spanyol, portugál) vér” volt valakiben, annál magasabb fokon állt a társadalmi hierarchiában.

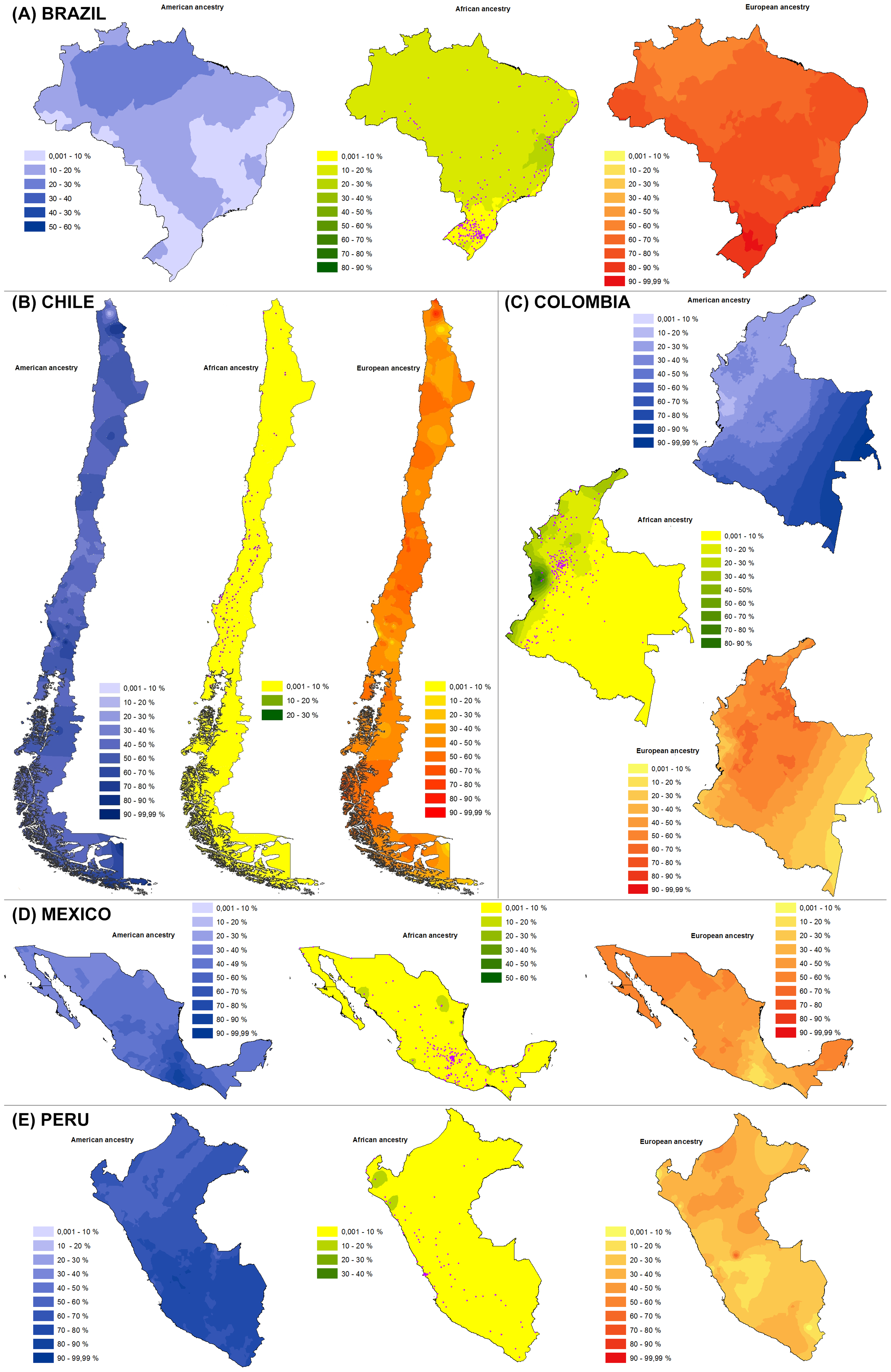
A fő rasszok százalékos aránya öt latin-amerikai államban: Brazília, Chile, Kolumbia, Mexikó és Peru.
Európai eredetűek aránya (piros térkép),
őslakos (indián) eredetűek (kék)
afrikai eredetűek (sárga-zöld)